# Gadstrup Sogn
Gadstrup Sogn 
ist eine Kirchspielsgemeinde (dän.: Sogn)
auf der Insel Sjælland im südlichen Dänemark.
Bis 1970 gehörte sie zur Harde Ramsø Herred im damaligen Københavns Amt (bis 1808: Roskilde Amt), danach zur Ramsø Kommune im „neuen“ Roskilde Amt, die im Zuge der  Kommunalreform zum 1. Januar 2007 in der Roskilde Kommune in der Region Sjælland aufgegangen ist.
Im Kirchspiel leben 2145 Einwohner, davon 2006 im Kirchdorf (Stand: 1. Januar 2023).
Im Kirchspiel liegt die Kirche „Gadstrup Kirke“.
Nachbargemeinden sind im Nordosten Vor Frue Sogn, im Osten Snoldelev Sogn, im Süden Ørsted Sogn und im Westen Syv Sogn, ferner in der westlich gelegenen Lejre Kommune Glim Sogn.